# Universitätsarchiv
Ein Universitätsarchiv (Abkürzung UA) ist ein Archiv, welches die dienstlichen Unterlagen seines Registraturbildners Universität  im Rahmen seiner gesetzlich vorgeschriebenen Zuständigkeit (Landesarchivgesetze) übernimmt und langfristig aufbewahrt.
Der Begriff Unterlagen umfasst dabei Schrift-, Bild- und Tondokumente, die sowohl in analoger als auch in digitaler Form vorliegen können und in der Regel im dienstlichen Rahmen entstanden sind.

## Aufgabenprofil
Das Universitätsarchiv führt eine Bewertung der übergebenen dienstlichen Unterlagen nach ihrem bleibenden Wert durch, indem zwischen archivwürdig, langfristig aufzubewahren und kassabel, d. h. nicht archivwürdig, unterschieden wird. Das so herausgefilterte Archivgut wird inhaltlich erschlossen, gesichert und öffentlich über Findhilfsmittel zugänglich gemacht. Dabei sind besondere Sperrfristen aufgrund von datenschutzrechtlichen und archivgesetzlichen Bestimmungen zu beachten.
Zu den Aufgaben des Universitätsarchivs gehört die systematische, wissenschaftlich-inhaltliche und mehrstufige Erschließung seiner Aktenbestände, um diese der historischen Forschung aber auch für Rechtsnachweise (Tätigkeit, Studium, Nachweis von Abschlüssen) zur Verfügung zu stellen. Dabei wird das in Deutschland übliche Provenienzprinzip angewandt.
Neben dem klassischen Archivgut führt ein Universitätsarchiv zumeist auch Sammlungen in Form von Professorennachlässen, Druckschriften (u. a. Vorlesungsverzeichnisse), Zeichnungen und Plänen, Fotoaufnahmen und Zeitungsausschnitten. Zur Wahrung von langjährigen Rechten des Registraturbildners sowie der Angehörigen der Universität werden heute große Datenbanken aufgebaut, die einen dauerhaften aber auch zügigen Zugang zu den Informationen gewährleisten.
Darüber hinaus können Archivare der Hochschulen und Universitäten das Kulturgut universitärer Einrichtungen in Form von historischen, kunstgeschichtlichen, technik- oder naturwissenschaftlichen Sammlungen betreuen.
Die Bestände eines Universitätsarchivs umfassen sowohl die Überlieferung der Hochschulverwaltung im engeren Sinne als auch die der akademischen Selbstverwaltung wie Senat, Fachbereiche und Fakultäten. Für den Bereich der Forschung und Lehre sind die Überlieferungen der Fakultäten, der wissenschaftlichen Institute und Lehrstühle relevant und als dienstliches Schriftgut anbietungspflichtig.
Weitere Überlieferungen stellen administrative Unterlagen dar wie Matrikellisten, Studentenakten oder die Nachweise über die wissenschaftlichen Abschlüsse und Leistungen oder auch die Unterlagen der studentischen Vertretungen (Fachschaften).
Für die personenbezogene Forschung sind die zumeist in den Universitätsarchiven verwahrten Personalakten vor allem von Professoren und von wissenschaftlichen Mitarbeitern aber auch die Studenten- und Promotionsakten von Bedeutung.
Für die Erforschung der Universitäts-, Gelehrten- oder Wissenschaftsgeschichte sind somit die Bestände eines Universitätsarchivs eine wesentliche Grundlage, da sie überwiegend aus Primärquellen (Unikaten) bestehen und Entwicklungen authentisch widerspiegeln.
Ein Universitätsarchiv ist in der Regel ein staatliches Archiv und damit ein öffentliches Archiv, welches bei berechtigtem Interesse genutzt werden kann.
Vor einer Benutzung ist daher ein Benutzungsantrag auszufüllen. Die Benutzung des Archivgutes erfolgt in der Regel vor Ort im Universitätsarchiv selbst oder entsprechenden Benutzerräumen, die in der Bibliothek bereitgestellt werden.

## Personal
Um die umfangreichen und sehr komplexen Tätigkeiten in einem Universitätsarchiv im Zeitalter der Wissens- und Informationsgesellschaft fachgerecht ausführen zu können, bedarf es fachspezifisch ausgebildetem und langjährig versiertem Personal; siehe Studium zum Archivar in Deutschland.
Da der Anteil der Forschungsanfragen in Universitätsarchiven in der Regel sehr hoch ist, sind Archivare oft mit sehr unterschiedlichen sowie ganz spezifischen wissenschaftlichen Fragestellungen konfrontiert.
Da die Universitätsarchive sowie die Archive wissenschaftlicher Institutionen überwiegend personell knapp besetzt sind, umfasst das Aufgabenprofil des Mitarbeiters meist die gesamte Bandbreite des Tätigkeitsspektrums eines Archivars.
Universitäten sind in der Regel Landeseinrichtungen. Die Vergütung richtet sich daher nach der Entgeltordnung des Tarifvertrages der Länder.